# Nozno
Nozno je naselje v Občini Brda.